# Мендоса, Хильберто
Франси́ско Хильбе́рто Мендо́са (исп. Francisco Gilberto Mendoza; 30 марта 1943, Баркисимето — 11 марта 2016, Каракас) — венесуэльский спортивный функционер в области бокса, в период 1982—2015 годов занимал должность президента Всемирной боксёрской ассоциации, старейшей и крупнейшей организации в этом виде спорта.

## Биография
Хильберто Мендоса родился 30 марта 1943 года в городе Баркисимето, штат Лара. Рос в тяжёлых условиях, в детстве играл в бейсбол и футбол, но в конечном счёте серьёзно увлёкся боксом. После окончания средней школы поступил в Католический университет Андреса Бельо, одновременно с учёбой в течение трёх лет выступал в боксе на любительском уровне в полулёгкой весовой категории. Затем уехал учиться в США и, окончив Университет Толидо, получил второе высшее образование.
Являлся спортивным чиновником в Венесуэле на разных должностях, в частности был членом Боксёрской комиссии штата Арагуа, получил некоторую известность на международном уровне. После того как в 1982 году скончался действующий президент Всемирной боксёрской ассоциации (WBA) Родриго Санчес, Мендоса стал одним из кандидатов на освободившуюся должность. Главным его конкурентом на выборах был американец Роберт Ли, заместитель комиссара Атлетической комиссии штата Нью-Джерси, однако с незначительным перевесом (41 голос против 32) ему всё же удалось победить.
Хильберто Мендоса впоследствии неоднократно переизбирался на новый срок и в общей сложности возглавлял ассоциацию на течение 33 лет. Во время его правления она претерпела множество изменений, так, при нём впервые были введены второстепенные интерконтинентальные и региональные чемпионские титулы, появились титулы регулярного и суперчемпиона мира — позже практику разделения титулов заимствовали и другие крупнейшие боксёрские организации WBC, WBO и IBF. Мендоса провел множество исторически значимых мероприятий, например, его идеей была всемирная акция «Нокаутируем наркотики». Многое было сделано в плане усиления медицинского наблюдения за боксёрами и обеспечения безопасности здоровья.
В декабре 2015 года Мендоса объявил об уходе с поста президента WBA в связи с неудовлетворительным состоянием здоровья. Временным исполняющим обязанности руководителя организации стал его сын Хильберто Хесус Мендоса, который ранее являлся исполнительным вице-президентом и в течение многих лет помогал отцу с административной работой — чуть позже его единогласно избрали новым полноправным президентом. Мендоса старший при этом занял должность почётного президента организации, на которой оставался вплоть до своей смерти 11 марта 2016 года. Он умер от рака в одной из больниц Каракаса — на тот момент ему было 72 года.